# Alí el-Hattábí
Alí el-Hattábí (arabul: علي الخطّابي); Schiedam, 1977. január 17. –) marokkói válogatott labdarúgó.

## Pályafutása

### Klubcsapatban
Schiedamban született, Hollandiában. Pályafutását a Sparta Rotterdamban kezdte az 1995–96-os szezonban. 1996 és 1998 között a Heerenveen együttesében játszott, majd visszatért a Spartához. A 2000–01-es szezonban 33 mérkőzésen 21 gólt szerzett, ezzel Mateja Kežman mögött a második helyen végzett a góllövőlistán. 2001 és 2005 között az AZ Alkmaarban játszott, majd kölcsönadták az RBC Roosendaalnak. 2006 szeptemberében visszavonult, miután nem talált magának új csapatot.

### A válogatottban
1997 és 2005 között 10 alkalommal játszott a marokkói válogatottban és 1 gólt szerzett. Részt vett az 1998-as afrikai nemzetek kupáján és az 1998-as világbajnokságon.